# Off the Wall
Off the Wall es el quinto álbum de estudio del cantante estadounidense Michael Jackson. Fue lanzado el 10 de agosto de 1979 por Epic Records. Con alrededor de 20 millones de copias vendidas en todo el mundo, es uno de los 100 discos más vendidos de la historia y un hito imprescindible de la música disco. Producido por Quincy Jones, supone para Jackson el haber alcanzado ese cierto grado de madurez que permite ciertas extravagancias. Off the Wall fue lanzado a la venta el mes en que Jackson cumplió 21 años, y no mucho tiempo más tarde, la revista Rolling Stone lo incluyó entre los 100 discos más vendidos de la década de los años 1970.
Cuatro son los temas firmados por Jackson en este álbum, de los cuales el primer sencillo, «Don't Stop 'Til You Get Enough», obtuvo un éxito en los Estados Unidos y en el Reino Unido. Con este tema, Jackson ganó su primer Grammy en la categoría de mejor interpretación vocal de R&B masculina. Stevie Wonder le ofreció a Jackson el tema «I Can't Help It» y Paul McCartney la canción «Girlfriend». Rod Temperton, el letrista que más tarde colaboraría en el álbum Thriller, ofreció en esta ocasión «Rock with You», que alcanzó el número uno en Estados Unidos, o el tema que da título al disco, «Off the Wall». Otra de las canciones, «She's Out of My Life», fue interpretada por Jackson casi siempre en sus giras. Otro tema que alcanzó una popularidad notable sin haber sido lanzado como sencillo fue «Workin' Day and Night», que Jackson también incluyó en muchas de sus giras. 
A diferencia de los discos previos y posteriores al mismo, Off the Wall contiene un sonido mucho más soul y se aproxima más a las melodías de música afroamericana, pero también hay funk y disco. Se grabaron tres vídeos musicales con el fin de promocionar el material: «Don't Stop 'Til You Get Enough», «She's Out of My Life» y «Rock with You», de los cuales los dos primeros serían incluidos en diversas compilaciones de grandes éxitos del artista, en especial en Number Ones, un disco que recopila todos sus números uno.
El disco fue reeditado el 16 de octubre de 2001, bajo el nombre de Off the Wall: Special Edition, como se hizo con sus dos discos posteriores, Thriller y Bad. En esta ocasión, se incluyó un nuevo libreto que incluía todas las letras de las canciones (exceptuando las de la nueva edición). Hay varias entrevistas hacia el productor del disco, Quincy Jones, y al compositor Rod Temperton, y se agregaron dos canciones más a esta edición: los demos correspondientes a «Don't Stop 'Til You Get Enough» y «Workin' Day and Night». En octubre de 2009 se publicó una versión demo de «She's Out of My Life» (1978), que se incluyó en el segundo disco de los temas inéditos del álbum This Is It. Cabe destacar que esta versión es totalmente diferente a la original ya que en el demo se puede percibir que Jackson es acompañado con un solo de guitarra.

## Antecedentes
A partir de 1972, Michael Jackson lanzó un total de cuatro álbumes de estudio en solitario con Motown, entre ellos Got to Be There y Ben. Éstos fueron lanzados como parte de la licencia de Jackson 5, y produjeron los sencillos «Got to Be There», «Ben» y una nueva versión de Bobby Day «Rockin' Robin». Las ventas de Jackson 5, sin embargo, comenzaron a declinar en 1973, y los miembros de la banda irritados bajo la negativa y estricta actitud de Motown para permitirles el control creativo o la entrada. A pesar de que el grupo obtuvo varios de los 40 mejores éxitos, incluyendo el disco en el top 5 "Dancing Machine" y el top 20 "I Am Love", The Jackson 5 (menos Jermaine Jackson) dejaron Motown en 1975. Jackson 5 firmó un nuevo contrato con CBS Records en junio de 1975, primero uniéndose a la división de Filadelfia Records Internacional y Epic Records. Como resultado de los procedimientos legales, el grupo fue renombrado The Jacksons. Después del cambio de nombre, la banda continuó su gira internacional, lanzando seis álbumes más entre 1976 y 1984. Durante ese período, Michael Jackson fue el compositor principal del grupo, escribiendo y coescribiendo éxitos como «Shake Your Body Ground», «This Place Hotel» y «Can You Feel It».
En 1978, Jackson hizo el papel como espantapájaros en la película musical The Wiz. Las partituras musicales fueron arregladas por Quincy Jones, que formó una sociedad con Jackson durante la producción de la película y acordó producir el álbum en solitario del cantante, Off the Wall. Jackson se dedicó al papel y vio videos de gacelas, guepardos y panteras para aprender movimientos graciosos de su parte. Jones recordó trabajar con Jackson como una de sus experiencias favoritas de The Wiz, y habló de la dedicación de Jackson a su papel, comparando su estilo de actuación con Sammy Davis Jr. La película obtuvo reseñas negativas en su estreno en octubre de 1978. La actuación de Jackson como el Espantapájaros fue uno de los únicos elementos positivos de la película, y los críticos señalaron que Jackson poseía «talento genuino» y «proporcionó los únicos momentos realmente memorables». De los resultados de la película, Jackson declaró: «No creo que pudiera haber sido mejor, realmente no». En 1980, Jackson declaró que su tiempo trabajando en The Wiz «fue mi mayor experiencia hasta ahora ... nunca olvidaré eso». 

## Producción
Cuando Jackson comenzó el proyecto Off the Wall no estaba seguro de lo que quería como resultado final; sin embargo, no quería otro disco que sonara como The Jacksons, sino más bien quería más libertad creativa, algo que no se le había permitido en álbumes anteriores. El padre de Jackson, Joseph, también aprobó el proyecto y le permitió grabarlo con la condición de que no interfiriera con los negocios del grupo. A pesar del deseo de sus hermanos de trabajar con él, Jackson quería hacer el álbum independientemente de su familia. Sin embargo, su hermano Randy todavía contribuyó con la percusión de "Don't Stop 'Til You Get Enough".
Jones produjo "Off the Wall", con el crédito de coproducción otorgado a Jackson en las canciones que escribió para el álbum. Los compositores incluyeron a Jackson, Rod Temperton de Heatwave, Stevie Wonder y Paul McCartney. Todas las sesiones se llevaron a cabo en estudios de grabación del condado de Los Ángeles. Las pistas de ritmo y las voces se grabaron en Allen Zentz Recording, las contribuciones de la sección de trompetas se llevaron a cabo en Westlake Audio y la instrumentación de cuerdas se grabó en Cherokee Studios en West Hollywood. Después de las sesiones iniciales, la mezcla de audio estuvo a cargo del ingeniero ganador del Grammy Bruce Swedien en Westlake Audio, luego de lo cual las cintas originales fueron al A&M Recording Studio, también ubicado en Los Ángeles, para su masterización. Swedien luego mezclaría las sesiones de grabación del próximo álbum de Jackson y su trabajo más conocido, Thriller de 1982. Jones recordó que, al principio, encontró que Jackson era muy introvertido, tímido y no asertivo.
"She's Out of My Life" había sido escrita para Jones por Tom Bahler tres años antes. Jackson lo escuchó y disfrutó, y Jones le permitió usarlo en el disco. Jones llamó al teclista de Heatwave, Rod Temperton, para escribir tres canciones. La intención era que Jackson y Jones seleccionaran una de sus canciones, pero Jackson, que le gustaba todas, las incluyó todas en el corte final. Jackson se quedó despierto toda la noche para aprender la letra de estas canciones en lugar de cantar una partitura. Terminó las voces de estas tres canciones de Temperton en dos sesiones de grabación. Temperton adoptó un enfoque diferente a la composición de sus canciones después de pasar algún tiempo investigando los antecedentes del estilo musical de Jackson. Temperton mezcló sus segmentos de armonía tradicionales con la idea de agregar melodías de notas más cortas para adaptarse al estilo agresivo de Jackson. Jackson escribió "Don't Stop 'Til You Get Enough" después de tararear una melodía en su cocina. Después de escuchar cientos de canciones, Jackson y Jones decidieron grabar un lote. En retrospectiva, Jones creía que habían tomado muchos riesgos en la producción de Off the Wall y la elección final de las pistas del álbum. También se prestó atención a la portada del álbum, que muestra a Jackson sonriendo, vistiendo un esmoquin y calcetines de marca registrada. John Branca, el gerente de Jackson, declaró: "El esmoquin era el plan general para el proyecto y el paquete Off the Wall. El esmoquin fue idea nuestra, los calcetines eran de Michael".

## Música y voces
Los críticos de música Stephen Thomas Erlewine y Stephen Holden de AllMusic observaron que Off the Wall fue elaborado a partir de baladas de funk, disco-pop, soul, soft rock y pop. Ejemplos destacados incluyen la balada "She's Out of My Life", la melodía funk "Workin 'Day and Night" y la canción disco "Get on the Floor". "I Can't Help It" es una pieza de jazz. Quincy Jones en su autobiografía compara a Jackson con otros cantantes de jazz, y señala que Jackson "tiene algunas de las mismas cualidades que los grandes cantantes de jazz con los que he trabajado: Ella, Sinatra, Sassy, Aretha, Ray Charles, Dinah. Cada uno de ellos tenía esa pureza, ese fuerte sonido característico y esa herida abierta que los llevó a la grandeza". "She's Out of My Life" es una balada pop melódica. El final de la canción anterior mostró un llanto "emocional" de Jackson cuando concluyó la canción. De la canción, el escritor de rhythm and blues Nelson George proclamó: "Se convirtió en una firma de Jackson similar a la forma en que "My Way" sirvió a Frank Sinatra. La vulnerabilidad, al borde de la fragilidad que se incrustaría en la personalidad de Michael expresión más rica en esta balada nostálgica". "Rock with You" es una canción romántica a medio tiempo. Las canciones del álbum tienen un tempo que va desde 66 beats por minuto en "She's Out of My Life" hasta 128 en "Workin 'Day and Night".
Con la llegada de Off the Wall a finales de la década de 1970, las habilidades de Jackson como vocalista fueron bien consideradas; El escritor de AllMusic Stephen Thomas Erlewine lo describió como un "vocalista deslumbrantemente talentoso". En ese momento, Rolling Stone comparó su voz con el "tartamudeo soñador y sin aliento" de Stevie Wonder. Su análisis también fue que "el tenor de madera de plumas de Jackson es extraordinariamente hermoso. Se desliza suavemente en un falsete sorprendente que se usa de manera muy atrevida". El escritor, periodista y biógrafo J. Randy Taraborrelli expresó la opinión de que Jackson canta con la voz "sexy falsete" en "Don't Stop 'Til You Get Enough". Taraborrelli también declaró: "Tanto los fans como los compañeros de la industria se quedaron boquiabiertos cuando se lanzó Off the Wall al público. Los fans proclamaron que no lo habían escuchado cantar con tanta alegría y abandono desde los primeros 5 días de Jackson".

## Lanzamiento
Off the Wall alcanzó el puesto número tres en la lista Billboard Top LPs & Tapes y el número uno en la lista Billboard R&B Albums, permaneciendo en el número uno en esta última lista durante 16 semanas. Un enorme éxito comercial, fue el tercer álbum más vendido de 1980. Off the Wall tiene la certificación 9 × Platinum en Estados Unidos y ha vendido más de 20 millones de copias en todo el mundo. También ha obtenido certificaciones Platinum en otros once países. El éxito del álbum llevó al inicio de una asociación de nueve años entre Jackson y Jones; su próxima colaboración sería Thriller (1982), que es el álbum más vendido de todos los tiempos.
El 16 de octubre de 2001, Sony Records lanzó una reedición especial de Off the Wall. Fue relanzado nuevamente el 26 de febrero de 2016. El material recibió fuertes elogios de los críticos más de 20 años después del lanzamiento original. El 7 de enero de 2016, Sony Music y el Patrimonio de Michael Jackson anunciaron que Off the Wall sería reeditado y empaquetado con un nuevo documental dirigido por Spike Lee titulado Michael Jackson's Journey from Motown to Off the Wall. La reedición y el documental fueron lanzados el 26 de febrero de 2016.

## Sencillos
"Don't Stop 'Til You Get Enough" fue lanzado el 10 de agosto de 1979, bajo Epic Records, que fue el primer sencillo en solitario de Jackson no lanzado bajo Motown Records. La canción encabezó el Billboard Hot 100 el 10 de octubre, convirtiéndose en el primer sencillo número uno en solitario de Jackson desde "Ben", siete años antes.
"Rock with You" también alcanzó el número uno en el Billboard Hot 100, convirtiéndose en el tercer sencillo número uno de Jackson en su carrera y también alcanzó el primer lugar en las listas de R&B. Pasó cuatro semanas consecutivas en el número uno a partir del 19 de enero de 1980 y fue el cuarto sencillo más grande de 1980.
En febrero, la canción principal del álbum fue lanzada como un sencillo, y llegó al número 10 en la lista Billboard Hot 100 y se convirtió en un top 10 en cuatro países. "She's Out of My Life" se lanzó después de eso, y también alcanzó el número 10 en la lista Billboard Hot 100 en junio. La canción también fue una de las más lentas de Jackson, con un tempo de 66 beats por minuto. Off the Wall se convirtió en el primer álbum de un artista en solitario en generar cuatro éxitos del top 10 de Estados Unidos.

## Recepción crítica
Off the Wall fue aclamado como un gran avance para Jackson y obtuvo elogios de las principales publicaciones musicales. En una reseña del álbum en 1979, Stephen Holden de Rolling Stone elogió la madurez del cantante y su transición de su material anterior de Motown, y calificó al álbum como un «escaparate sofisticado y hábil de R&B-pop con una definida inclinación a la música disco». Holden comparó a Jackson con Stevie Wonder, otro artista de Motown que comenzó a grabar a una edad temprana y obtuvo una aclamación crítica por su transición.
En The Village Voice, Robert Christgau lo aclamó como «el ritmo dance del año» y declaró que los estilos vocales de Jackson eran un recordatorio de que había crecido. En una revisión para Melody Maker, Phil McNeill expresó que en Off the Wall Jackson sonaba cómodo, seguro y en control. Creyó que «Don't Stop 'Til You Get Enough» tuvo una introducción «elegante» y que era la mejor canción del álbum, como así también describió a «Rock with You» como «magistral». El crítico coincidió con un colega de que Jackson era «probablemente el mejor cantante del mundo en este momento en términos de estilo y técnica». Para Smash Hits, David Hepworth dijo que Jackson «canta como un ángel». Sounds compartió esta opinión y calificó su voz como «sorprendentemente ágil».
En 1980, Jackson ganó tres premios en los American Music Awards. Ese año, también ganó los Billboard Music Awards por mejor artista negro y mejor álbum negro y el Grammy por mejor interpretación masculina de R&B masculino. A pesar de su éxito comercial, Jackson sintió que el disco debió haber tenido un impacto mucho mayor, y estaba decidido a superar las expectativas con su próximo lanzamiento. En particular, estaba decepcionado por haber ganado solo un solo Grammy en la edición de 1980, y declaró que «fue totalmente injusto que no haya obtenido la grabación del año y que nunca vuelva a suceder».[cita requerida]
Asimismo, en 2003, en una edición especial, la revista Rolling Stone posicionó el álbum en el puesto 68 de su lista de los 500 mejores álbumes de todos los tiempos.

## Legado e influencia

### Impacto
Off the Wall es ampliamente considerado por la crítica y las publicaciones como uno de los mejores álbumes de todos los tiempos. Aunque no tuvo tanto éxito comercial como Bad, Dangerous y HIStory: Past, Present and Future, Libro I, el álbum es a menudo debatido por los críticos entre él y Thriller como el mejor de Jackson. Según algunos periodistas musicales, personificó el pico de la era disco, siendo parte de un grupo de álbumes disco emblemáticos que incluyen Bad Girls de Donna Summer (1979) y Saturday Night Fever de Bee Gees (1977).
... el álbum que lo estableció como un artista de asombroso talento y una estrella brillante por derecho propio. Este fue un álbum visionario, un disco que encontró la manera de abrir la discoteca a un nuevo mundo donde el ritmo era innegable.

—Stephen Thomas Erlewine, AllMusic
James Wilson-Taylor de PopBuzz creía que el álbum influyó en artistas como The Weeknd, Justin Bieber y Beyoncé. The Weeknd lo citó como una gran influencia en su arte, diciendo: "Encontré mi falsete, debido a Off The Wall [y] "Don't Stop 'Til You Get Enough"... Siempre uso a Michael [Jackson] como, ante todo, una inspiración vocal, y Off the Wall fue definitivamente lo que me hizo sentir que podía cantar". Britni Danielle de Ebony destacó "Fine China"de Chris Brown por ser una "melodía sorprendentemente exuberante e infecciosa que recuerda a Off the Wall ['vibra'] de Jackson". Con respecto a la comparación con la 'vibra' de Off the Wall de Jackson, el propio Brown declaró: "Realmente quería traer esa esencia de la música con ese single". Escribiendo para Pitchfork, Ryan Dombal dijo que la influencia de "I Can 't Help It" en el "funk fuera de serie de Pharrell no puede ser exagerado". Durante el discurso de aceptación de Sean Combs para el premio Salute to Industry Icon de la Academia de la Grabación en la Gala Pre-Grammy de Clive Davis, donde expresó su decepción hacia los premios Grammy debido a la falta de grandes premios para artistas negros, Combs habló sobre Thriller es la "venganza" de Jackson por "no haber sido nominado [lo suficiente] para Off the Wall". Combs 'también dedicó su premio a Off the Wall. Un escritor de PR Newswire le da crédito al álbum por "romper el techo en las ventas de discos para artistas negros [y] marcar el comienzo de una nueva y emocionante era de reproducción, gráficos, marketing y tendencias de ventas de R&B-to-pop nunca antes vistas en la música pop moderna."

Según el mismo escritor,
"Off The Wall trascendió la música y el entretenimiento por completo [a la América negra]. El éxito del álbum marcó un nivel de logro nacional e internacional que evocaba el orgullo de una cultura que a finales de la década de 1970 todavía luchaba por el tipo de aceptación social que recibió el álbum de Jackson. Debido a la influencia indeleble de Off the Wall, artistas del siglo XXI tan dispares como Beyonce, Pharrell, Kendrick Lamar y The Weeknd tienen un plan al que recurrieron para crear su estrellato".

### Revaluación
Las revisiones recientes han continuado elogiando a Off the Wall por su atractivo en el siglo XXI. Blender le dio al disco una revisión completa de cinco estrellas y dijo que era, "Un LP de fiesta de gran éxito que miraba más allá del funk hacia el futuro de la música dance, y más allá de las baladas de soul hacia el futuro de los amantes del corazón, de hecho, más allá del R&B para el color, pop ciego. De ahí la cubierta perdonable de Wings". AllMusic le dio al disco una revisión de cinco estrellas, elogiando el funk con tintes disco y la mezcla de pop convencional, junto con la composición de Jackson y la astuta producción de Jones. La publicación creía, "[Off the Wall] es un disco enormemente nuevo, uno que sigue siendo vibrante y vertiginosamente emocionante años después de su lanzamiento".
Un escritor de Rolling Stone escribió "las imparables pistas de baile en Off the Wall, esculpidas por Jackson y el productor Quincy Jones, siguen siendo ejemplos más o menos perfectos de por qué la música disco no apestaba". Don't Stop 'Til You Get Enough". "Rock With You" y "Burn This Disco Out" todavía hacen que la fiesta comience hoy ". David O'Donnell, que escribe para la BBC, describió a Off the Wall como" uno de los mejores álbumes de pop jamás realizados "y presenta Jackson como "un vocalista talentoso y versátil, cómodo interpretando baladas y pistas de discoteca optimistas". Tom Ewing de The Guardian consideró a Off the Wall como superior a Thriller: "... podemos decir con más certeza que Thriller mantendrá su posición como el LP más vendido de la historia, pero es Off the Wall lo que los críticos aclaman habitualmente como la obra maestra de Jackson ". y también escribió "... con [Off the Wall] Jackson y su mentor Jones hicieron el gran álbum de mayoría de edad del pop". En agosto de 2018, con motivo del que habría sido el 60 cumpleaños de Jackson, Entertainment Weekly revaluó el álbum, dándole una puntuación de A−, diciendo que el álbum era la primera declaración musical de Jackson como adulto, que era "un éxtasis de peso pluma de R&B con motas disco" que contenía los favoritos de la pista de baile y algunas canciones menores. Wilson-Taylor también afirmó que Off the Wall es "posiblemente el mejor álbum de pop de todos los tiempos" y le atribuyó el mérito de haber sido el camino para que Jackson se convirtiera en un "fenómeno musical genuino".
Nelson George escribió sobre Jackson y su música, "el argumento de su grandeza en el estudio de grabación comienza con sus arreglos de "Don't Stop 'Til You Get Enough". Las capas de percusión y las pilas de coros, ambos ingeniosamente coreografiados para crear drama y éxtasis en la pista de baile, todavía fiestas de rock en el siglo XXI". Un escritor de Rolling Stone atribuyó al álbum "inventar el pop moderno tal como lo conocemos". Ryan Burleson de Consequence of Sound escribió que el álbum "afirmó casi de inmediato" a Jackson como el "talento pop preeminente de su época" y elogió a Off the Wall como un "clásico instantáneo que se casaba con los sonidos predominantes del funk, el soul y la música disco". Inflexión de los 70 con un celo innovador que rara vez se ha replicado desde entonces. Burleson también lo llamó una "obra maestra" y un "disco pop revolucionario para las masas que sigue siendo transformador incluso hoy". Blender escribió "[Off the Wall] fue la primera sugerencia de que la música disco no tiene por qué ser de mal gusto" y que las "pistas pre-Thriller inmaculadamente producidas del álbum son ahora demasiado familiares para impactar, pero en 1979, eran revolucionarias". Con respecto al álbum, la revista también escribió "la perfección es atemporal".

### Rankings
En 2003, Off the Wall ocupó el puesto 68 en la lista de Rolling Stone de los 500 mejores álbumes de todos los tiempos, manteniendo el ranking en una lista revisada de 2012 hasta la revisión actual de 2020, que se ha clasificado en el puesto 36. En la lista de los 100 mejores álbumes estadounidenses de todos los tiempos de Blender, ocupó el puesto 13. El álbum fue incluido en los 1001 álbumes que debes escuchar antes de morir. En la tercera edición de Colin Larkin de All Time Top 1000 Albums (2000), ocupó el puesto 235. También ocupó el puesto número 7 en Soul/R&B - All Time Top 50 álbumes. La Asociación Nacional de Comerciantes de Grabaciones (NARM), junto con el Salón de la Fama del Rock and Roll, clasificó el álbum en el puesto 80 de los 200 álbumes definitivos de todos los tiempos. En 2008, Off the Wall fue incluido en el Salón de la Fama de los Grammy. Ocupó el puesto número 56 en la lista de The Guardian de los 100 mejores álbumes de la historia. Además, la lista de The Guardian de los 50 eventos clave en la historia de la música pop clasificó a 'Michael Jackson comienza a trabajar en Off the Wall' en el puesto 23. El álbum ocupó el puesto 85 en la lista de Consequence of Sound de los 100 mejores álbumes de todos los tiempos. En 2015, Billboard ocupó el puesto 149 de Off the Wall en su lista de los mejores álbumes de Billboard 200 de todos los tiempos. También ocupó el tercer lugar en su lista de los mejores álbumes de R&B/Hip-Hop más grandes de todos los tiempos, de un total de 100 álbumes. Uncut clasificó a Off the Wall en el puesto 46 en su lista de los 200 mejores álbumes de todos los tiempos. En 2019, The Independent lo incluyó en su lista de Los 40 mejores álbumes para escuchar antes de morir.

### Reconocimientos
| Organización                                                                                 | País           | Reconocimiento                                                         | Año  | Fuente |
| -------------------------------------------------------------------------------------------- | -------------- | ---------------------------------------------------------------------- | ---- | ------ |
| Premios Grammy                                                                               | Estados Unidos | Salón de la fama Grammy                                                | 2008 | [ 78 ] |
| American Music Awards                                                                        | Estados Unidos | Favorite Soul/R&B Álbum                                                | 1980 | [ 79 ] |
| American Music Awards                                                                        | Estados Unidos | Favorite Soul/R&B Álbum                                                | 1981 | [ 79 ] |
| Premios Billboard de Música                                                                  | Estados Unidos | Mejor álbum negro                                                      | 1980 | [ 80 ] |
| Billboard                                                                                    | Estados Unidos | La mejor de todos los tiempos Billboard 200 álbumes (Clasificado #149) | 2015 | [ 74 ] |
| Asociación Nacional de Comerciantes de Grabaciones (NARM)/Salón de la Fama del Rock and Roll | Estados Unidos | 200 álbumes definitivos de todos los tiempos (clasificado # 80)        | 2007 | [ 81 ] |
| Quintessence Editions                                                                        | Reino Unido    | 1001 Albums You Must Hear Before You Die                               | 2003 | [ 70 ] |
| Rolling Stone                                                                                | Estados Unidos | 500 mejores álbumes de todos los tiempos (puesto # 68)                 | 2012 | [ 68 ] |
| Rolling Stone                                                                                | Estados Unidos | 500 mejores álbumes de todos los tiempos (puesto # 36)                 | 2020 | [ 69 ] |

## Lista de canciones
| N.º | Título                                        | Escritor(es)                     | Productor(es)                 | Duración |  |
| 1.  | «Don't Stop 'Til You Get Enough»              | Michael Jackson                  | Quincy Jones, Michael Jackson | 6:05     |  |
| 2.  | «Rock with You»                               | Rod Temperton                    | Quincy Jones                  | 3:40     |  |
| 3.  | «Workin' Day and Night»                       | Michael Jackson                  | Quincy Jones, Michael Jackson | 5:14     |  |
| 4.  | «Get on the Floor»                            | Michael Jackson, Louis Johnson   | Quincy Jones, Michael Jackson | 4:50     |  |
| 5.  | «Off the Wall»                                | Rod Temperton                    | Quincy Jones                  | 4:06     |  |
| 6.  | «Girlfriend»                                  | Paul McCartney                   | Quincy Jones                  | 3:04     |  |
| 7.  | «She's Out of My Life»                        | Tom Bahler                       | Quincy Jones                  | 3:38     |  |
| 8.  | «I Can't Help It»                             | Stevie Wonder, Susaye Greene     | Quincy Jones                  | 4:30     |  |
| 9.  | «It's the Falling in Love» (con Patti Austin) | Carole Bayer Sager, David Foster | Quincy Jones                  | 3:48     |  |
| 10. | «Burn This Disco Out»                         | Rod Temperton                    | Quincy Jones                  | 3:42     |  |

| Edición especial de 2001 |                                                            |                 |                 |          |  |
| N.º                      | Título                                                     | Escritor(es)    | Productor(es)   | Duración |  |
| 11.                      | «Quincy Jones Interview #1»                                |                 |                 | 0:37     |  |
| 12.                      | «Introduction to Don't Stop 'Til You Get Enough Demo»      |                 |                 | 0:13     |  |
| 13.                      | «Don't Stop 'Til You Get Enough» (Original Demo from 1978) | Michael Jackson | Michael Jackson | 4:48     |  |
| 14.                      | «Quincy Jones Interview #2»                                |                 |                 | 0:30     |  |
| 15.                      | «Introduction to Workin' Day and Night Demo»               |                 |                 | 0:10     |  |
| 16.                      | «Workin' Day and Night» (Original Demo from 1978)          | Michael Jackson | Michael Jackson | 4:19     |  |
| 17.                      | «Quincy Jones Interview #3»                                |                 |                 | 0:48     |  |
| 18.                      | «Rod Temperton Interview»                                  |                 |                 | 4:57     |  |
| 19.                      | «Quincy Jones Interview #4»                                |                 |                 | 1:32     |  |

## Personal
- Michael Jackson – voz principal (todas las canciones), coros (1-6, 9, 10), coproductor (1, 3, 4), percusión (1, 3), arreglos vocales (1, 3, 4, 6), arreglos rítmicos y percusión (1, 3)
- Patti Austin – voz y coros (9)
- Tom Bahler – arreglos rítmicos (6), arreglos vocalles (9)
- Michael Boddicker – sintetizador (2), programación (5, 8)
- Larry Carlton – guitarra (7)
- Paulinho Da Costa – percusión (1, 3-5, 8, 10)
- George Duke – sintetizador y programación (5, 6)
- David Foster – sintetizador (6, 9), arreglos rítmicos (9)
- Jim Gilstrap – coros (1, 4)
- Gary Grant – trompeta (1-6, 8-10)
- Richard Heath – percusión (1)
- Marlo Henderson – guitarra (1, 2, 5, 6, 9, 10)
- Jerry Hey – arreglos de viento, trompeta y fliscorno (1-6, 8-10)
- Kim Hutchcroft – saxo barítono, saxo tenor, y flauta (1-6, 8-10)
- Randy Jackson – percusión (1)
- Mortonette Jenkins – coros (1, 4)
- Augie Johnson – coros (1, 4)
- Louis Johnson – bajo (1, 3-10), arreglos rítmicos (4)
- Quincy Jones – productor (todas las canciones), arreglos rítmicos (4, 6, 9), arreglos vocales (6, 9)
- Johnny Mandel – arreglo de cuerdas (7, 8)
- Paulette McWilliams – coros (1, 4)
- Greg Phillinganes – piano eléctrico (1, 3, 5-10), sintetizador (1, 2, 5, 8), clavinet (4), arreglos rítmicos (1, 3, 6, 8)
- Steve Porcaro – sintetizador y programación (6, 9)
- Bill Reichenbach Jr. – trombón (1-6, 8-10)
- John Robinson – batería (1-6, 8-10), percusión (3)
- Bruce Swedien – ingeniero de grabación y mezcla (todas las canciones)
- Rod Temperton – arreglos rítmicos y vocales (2, 5, 10)
- Phil Upchurch – guitarra (3)
- Gerald Vinci – concertino (1, 2, 4, 7, 8)
- Bobby Watson – bajo (2)
- Wah Wah Watson – guitarra (4, 6, 9)
- David Williams – guitarra (1-3, 5, 10)
- Larry Williams – saxo tenor, saxo alto, y flauta (1-6, 8-10)
- Zedrick Williams – coros (1, 4)
- Hawk Wolinski – Fender Rhodes (2)
- Stevie Wonder – arreglos rítmicos (8)
- Ben Wright – arreglos de cuerdas (1, 2, 4)

## Posicionamiento en listas

### Semanales
| Gráfica(1979 - 2015)                    | Posición |
| --------------------------------------- | -------- |
| Alemania (Offizielle Top 100)           | 25       |
| Australia (ARIA)                        | 1        |
| Canadá (Billboard Canadian Albums)      | 8        |
| España (Promusicae)                     | 11       |
| Estados Unidos (Billboard 200)          | 3        |
| Estados Unidos (Top R&B/Hip-Hop Albums) | 1        |
| Finlandia (Suomen virallinen lista)     | 9        |
| Italia (FIMI)                           | 9        |
| Japón (Oricon)                          | 26       |
| México (Top 100)                        | 49       |
| Noruega (VG‑lista)                      | 4        |
| Nueva Zelanda (RMNZ)                    | 2        |
| Países Bajos (Album Top 100)            | 8        |
| Reino Unido (UK Albums Chart)           | 3        |
| Suecia (Sverigetopplistan)              | 26       |
| Suiza (Schweizer Hitparade)             | 27       |
| Gráfica(2009)                           | Posición |
| Estados Unidos (Top Catalog Albums)     | 4        |